# Caiac canoe la Jocurile Olimpice de vară din 1984

Echipajul României de caiac K4 a câștigat medalia de aur

Probele sportive de caiac-canoe la Jocurile Olimpice de vară din 1984 au avut loc în perioada 6–11 august la Lake Casitas.

## Rezultate

### Sprint
Masculin
| Probă              | Aur                                                                            | Aur     | Argint                                                                        | Argint  | Bronz                                                                             | Bronz   |
| C-1 500 m detalii  | Larry Cain (CAN)                                                               | 1:57,01 | Henning Lynge Jakobsen (DEN)                                                  | 1:58,45 | Costică Olaru (ROU)                                                               | 1:59,86 |
| C-1 1000 m detalii | Ulrich Eicke (FRG)                                                             | 4:06,32 | Larry Cain (CAN)                                                              | 4:08,67 | Henning Lynge Jakobsen (DEN)                                                      | 4:09,51 |
| C-2 500 m detalii  | Matija Ljubek Mirko Nišović (YUG)                                              | 1:43,67 | Ivan Patzaichin Toma Simionov (ROU)                                           | 1:45,68 | Enrique Míguez Narcisco Suárez (ESP)                                              | 1:47,71 |
| C-2 1000 m detalii | Ivan Patzaichin Toma Simionov (ROU)                                            | 3:40,60 | Matija Ljubek Mirko Nišović (YUG)                                             | 3:41,56 | Didier Hoyer Eric Renaud (FRA)                                                    | 3:48,01 |
| K-1 500 m detalii  | Ian Ferguson (NZL)                                                             | 1:47,84 | Lars-Erik Moberg (SWE)                                                        | 1:48,18 | Bernard Brégeon (FRA)                                                             | 1:48,41 |
| K-1 1000 m detalii | Alan Thompson (NZL)                                                            | 3:45,73 | Milan Janić (YUG)                                                             | 3:46,88 | Greg Barton (USA)                                                                 | 3:47,38 |
| K-2 500 m detalii  | Ian Ferguson Paul MacDonald (NZL)                                              | 1:34,21 | Per-Inge Bengtsson Lars-Erik Moberg (SWE)                                     | 1:35,26 | Hugh Fisher Alwyn Morris (CAN)                                                    | 1:35,41 |
| K-2 1000 m detalii | Hugh Fisher Alwyn Morris (CAN)                                                 | 3:24,22 | Bernard Brégeon Patrick Lefoulon (FRA)                                        | 3:25,97 | Barry Kelly Grant Kenny (AUS)                                                     | 3:26,80 |
| K-4 1000 m detalii | Noua Zeelandă · Grant Bramwell · Ian Ferguson · Paul MacDonald · Alan Thompson | 3:02,28 | Suedia · Per-Inge Bengtsson · Tommy Karls · Lars-Erik Moberg · Thomas Ohlsson | 3:02,81 | Franța · François Barouh · Philippe Boccara · Pascal Boucherit · Didier Vavasseur | 3:03,94 |

Feminin
| Probă             | Aur                                                                             | Aur     | Argint                                                                  | Argint  | Bronz                                                                    | Bronz   |
| K-1 500 m detalii | Agneta Andersson (SWE)                                                          | 1:58,72 | Barbara Schüttpelz (FRG)                                                | 1:59,93 | Annemiek Derckx (NED)                                                    | 2:00,11 |
| K-2 500 m detalii | Agneta Andersson Anna Olsson (SWE)                                              | 1:45,25 | Alexandra Barre Susan Holloway (CAN)                                    | 1:47,13 | Josefa Idem Barbara Schüttpelz (FRG)                                     | 1:47,32 |
| K-4 500 m detalii | România · Agafia Constantin · Nastasia Ionescu · Tecla Marinescu · Maria Ștefan | 1:38,34 | Suedia · Agneta Andersson · Anna Olsson · Eva Karlsson · Susanne Wiberg | 1:38,87 | Canada · Alexandra Barre · Lucie Guay · Susan Holloway · Barbara Olmsted | 1:39,40 |

## Clasament pe medalii
| Loc   | Țară                       | Aur | Argint | Bronz | Total |
| ----- | -------------------------- | --- | ------ | ----- | ----- |
| 1     | Noua Zeelandă              | 4   | –      | –     | 4     |
| 2     | Suedia                     | 2   | 4      | –     | 6     |
| 3     | Canada                     | 2   | 2      | 2     | 6     |
| 4     | România                    | 2   | 1      | 1     | 4     |
| 5     | Iugoslavia                 | 1   | 2      | –     | 3     |
| 6     | Germania de Vest           | 1   | 1      | 1     | 3     |
| 7     | Franța                     | –   | 1      | 3     | 4     |
| 8     | Danemarca                  | –   | 1      | 1     | 2     |
| 9     | Australia                  | –   | –      | 1     | 1     |
| 9     | Olanda                     | –   | –      | 1     | 1     |
| 9     | Spania                     | –   | –      | 1     | 1     |
| 9     | Statele Unite ale Americii | –   | –      | 1     | 1     |
| Total | Total                      | 12  | 12     | 12    | 36    |